# Eyüpský hřbitov
Eyüpský hřbitov (turecky: Eyüp Mezarlığı), nebo také Sultánský hřbitov, je historické pohřebiště nacházející se v istanbulské městské části Eyüp, na evropské straně města. Je spravován nadacemi a ministerstvem kultury. Jedná se o jedno z nejstarších muslimských pohřebišť v Istanbulu, je zde pohřbeno několik osmanských sultánů a členů říšské rady, velkovezírů, vysoce postavených duchovních, civilní vojáci a vojenští vůdci, stejně tak i intelektuálové, vědci, umělci a básníci.

## Historie
Hřbitov byl velmi oblíbený u obyvatel Osmanské říše, všichni si přáli být pohřbeni naproti Abu Ayyub al-Ansariho (576–672 nebo 674), jehož jméno v dnešní turečtině zní Eyüp Sultan (po něm nese název nejen hřbitov, ale i okolní čtvrť). Blízký přítel proroka Mohameda, který zemřel při nájezdech byzantských Římanů v Konstantinopoli, si přál být pohřben nedaleko zdí města. Poté, co v roce 1453 Osmané dobyli Konstantinopol, byl hrob opraven a přestavěn na mešitu (viz Mešita Eyüp Sultan). Od té doby oblast nesla název Eyüp a stala se nejvýznamnějším pohřebištěm v říši.
Eyüpský hřbitov se nachází na západním břehu Zlatého rohu za historickými zdmi původního města Konstantinopol. Je umístěn mezi břehem u Zlatého rohu, svahem Karyağdı a Edirnekapı. Práce na okolních silnicích a národní obrození zapříčinilo poničení některých hrobů.
Mezi nejzajímavějších hroby patří hroby katů z dob Osmanské říše. Ti nesměli být pohřbeni na veřejných hřbitovech a museli být pohřbeni do neutrální a oddělené půdy, hroby se tak nacházejí až za hranicí hřbitova. Kati byli v Istanbulu pohřbíváni pouze na dvou místech v nočních hodinách a v tajnosti. Jejich náhrobky byly obyčejné, beze jmen a dat. Do dnešních dnů se dochovalo jen několik takových hrobů.

## Kriminalita
Ve večerních hodinách v listopadu roku 1994 byl na hřbitově napadena, okradena a zavražděna 45letá rakouská profesorka, která se na kopci pohybovala po návštěvě nedaleké populární kavárny Pierre Loti. Vrahem byl 17letý lakýrník.
Dne 25. srpna 2001 byl nedaleko hrobu Fevzi Çakmaka nalezen turecký židovský byznysmen a zakladatel společnosti Alarko Holding, Üzeyir Garih. Měl na sobě 10 bodných ran, z toho 7 bylo smrtelných. Policie po dvou hodinách šetření podala hlášení, že zabití bylo motivováno loupežným činem. Vrah a zloděj Garihova telefonu však byl zadržen až o deset dní později. Garih byl snadnou obětí, jelikož hrob maršála Çakmaka navštěvoval každé dva týdny.
Krátce po vraždě v roce 2001 místní komisař označil Eyüpský hřbitov za místo, kde se daří prostituci a prodeji drog. Až do roku 1994, kdy se zde odehrála první vražda, místo nehlídaly žádné policejní hlídky. Místo bylo frekventovaně navštěvováno turisty.

## Hrobka sultána Mehmeda V.
Součástí hřbitova je také rodinná hrobka předposledního osmanského sultána Mehmeda V. (vláda 1909–1918), kde je pohřben nejen on, ale i jeho nejbližší příbuzní.
- manželka Kamures Kadın (1855–1921), spolu se sultánem měla jednoho syna
- vnučka Lütfiye Sultan (1910–1977)
- vnučka Mukbile Sultan (1911–1995)
- vnučka Mihrimah Sultan (1922–2000)

## Významní pohřbení
- Khidr Bey (1407–1459), islámský učenec a básník
- Husein Gradaščević (1802–1834), bosenský generál bojující proti Osmanské říši
- Hacı Arif Bey (1831–1885), osmanský klasicistní hudebník
- Ahmet Haşim (1884–1933), básník
- Mehmed Said Paša (1830–1914), osmanský státník
- Şeker Ahmed Paša (1841–1907), malíř, voják a státník
- Süleyman Nazif (1870–1927), básník
- Fevzi Çakmak (1876–1950), polní maršál a politik
- Sadettin Heper (1899–1980), maulawijský hudební skladatel

- Hüseyin Hilmi Işık (1911–2001), islámský učenec
- Necip Fazıl Kısakürek (1904–1983), básník, novelista, filozof a divadelní dramatik
- Enver Ören (1939–2013), byznysmen a zakladatel firmy İhlas Holding
- Murat Öztürk (1953–2013), profesionální akrobatický letec
- Ahmad Ammar Ahmad Azam (1993–2013), jediný Malajsijec pohřbený na hřbitově Eyüp

### Členové Osmanské dynastie
- Mahfiruz Hatice Sultan (cca 1590–1610 nebo 1620), jedna z manželek sultána Ahmeda I. a matka Osmana II.
- Saliha Sultan (1715–1778), osmanská princezna a dcera sultána Ahmeda III.
- Şah Sultan (1761–1803), osmanská princezna a dcera sultána Mustafy III.
- Sultanzade Sabahaddin (1878–1918), sociolog a myslitel, osmanský princ